# Thailändische Badmintonnationalmannschaft
Die thailändische Badmintonnationalmannschaft repräsentiert Thailand in internationalen Badmintonwettbewerben. Die Mannschaft tritt als reines Männerteam (Thomas Cup), reines Frauenteam (Uber Cup) oder als gemischte Mannschaft auf.

## Teilnahme an Welt- und Kontinentalmeisterschaften
| Thomas Cup - Thomas Cup 1958 – Finalrunde (3.) - Thomas Cup 1961 – Finalist - Thomas Cup 1964 – Finalrunde (3.) - Thomas Cup 1973 – Halbfinalist - Thomas Cup 1976 – Halbfinalist - Thomas Cup 2008 – Viertelfinalist | Sudirman Cup - Sudirman Cup 1989 – 12. - Sudirman Cup 2001 – 7. - Sudirman Cup 2005 – 7. - Sudirman Cup 2007 – 8. - Sudirman Cup 2009 – 9. |

## Bekannte Spieler und Spielerinnen
| Herren - Boonsak Ponsana - Charoen Wattanasin - Channarong Ratanaseangsuang - Patapol Ngernsrisuk - Bandid Jaiyen - Chavalert Chumkum | Damen - Salakjit Ponsana - Rodjana Chuthabunditkul - Ratchanok Intanon - Saralee Thungthongkam |